# Boron (Cher)
Der Boron (auch Pionsat genannt im Bereich der gleichnamigen Gemeinde) ist ein Fluss in Frankreich, der in der Region Auvergne-Rhône-Alpes verläuft. Er entspringt beim Weiler Anglard, im Gemeindegebiet von Le Quartier, entwässert generell in westlicher Richtung und mündet nach rund 22 Kilometern an der Gemeindegrenze von Saint-Marcel-en-Marcillat und Château-sur-Cher als rechter Nebenfluss in den Cher. Auf seinem Weg durchquert der Boron das Département Puy-de-Dôme, bildet im Unterlauf die Grenze zum Département Allier und stößt bei seiner Mündung auf das Département Creuse in der benachbarten Region Nouvelle-Aquitaine.

## Orte am Fluss
- Le Quartier
- Pionsat